# Buskalina
Buskalina – organiczny związek chemiczny z grupy psychodelicznych fenyloetyloamin, analog meskaliny. Zsyntetyzowana po raz pierwszy przez Alexandra Shulgina, opisana w PiHKAL z minimalnym dawkowaniem 150 mg oraz dokładnie nieokreślonym czasem trwania efektów (według Shulgina „kilka godzin”). Butamina nie wywołuje typowych efektów psychodelicznych czy psychoaktywnych, może jednak powodować lekką arytmię serca oraz biegunkę.